# Sarmijärvi
Sarmijärvi eller Tsharmijärvi är en sjö i Finland. Den ligger i kommunen Enare i landskapet Lappland, i den norra delen av landet, 1 000 km norr om huvudstaden Helsingfors. Sarmijärvi ligger 139,4 meter över havet. Den är 25 meter djup. Arean är 4,39 kvadratkilometer och strandlinjen är 28,03 kilometer lång. Sjön  ingår i Pasvik älvs huvudavrinningsområde. 